# Udvarhelyszék
De Udvarhelyszék is een streek en voormalige zogenaamde stoel in de Roemeense etnisch Hongaarse regio Szeklerland in de provincie Harghita.
De streek bestaat uit 23 gemeenten en drie steden en had in 2002 121.586 inwoners.
De belangrijkste stad is Odorheiu Secuiesc, gevolgd door Cristuru Secuiesc en Vlăhița.

## Demografie

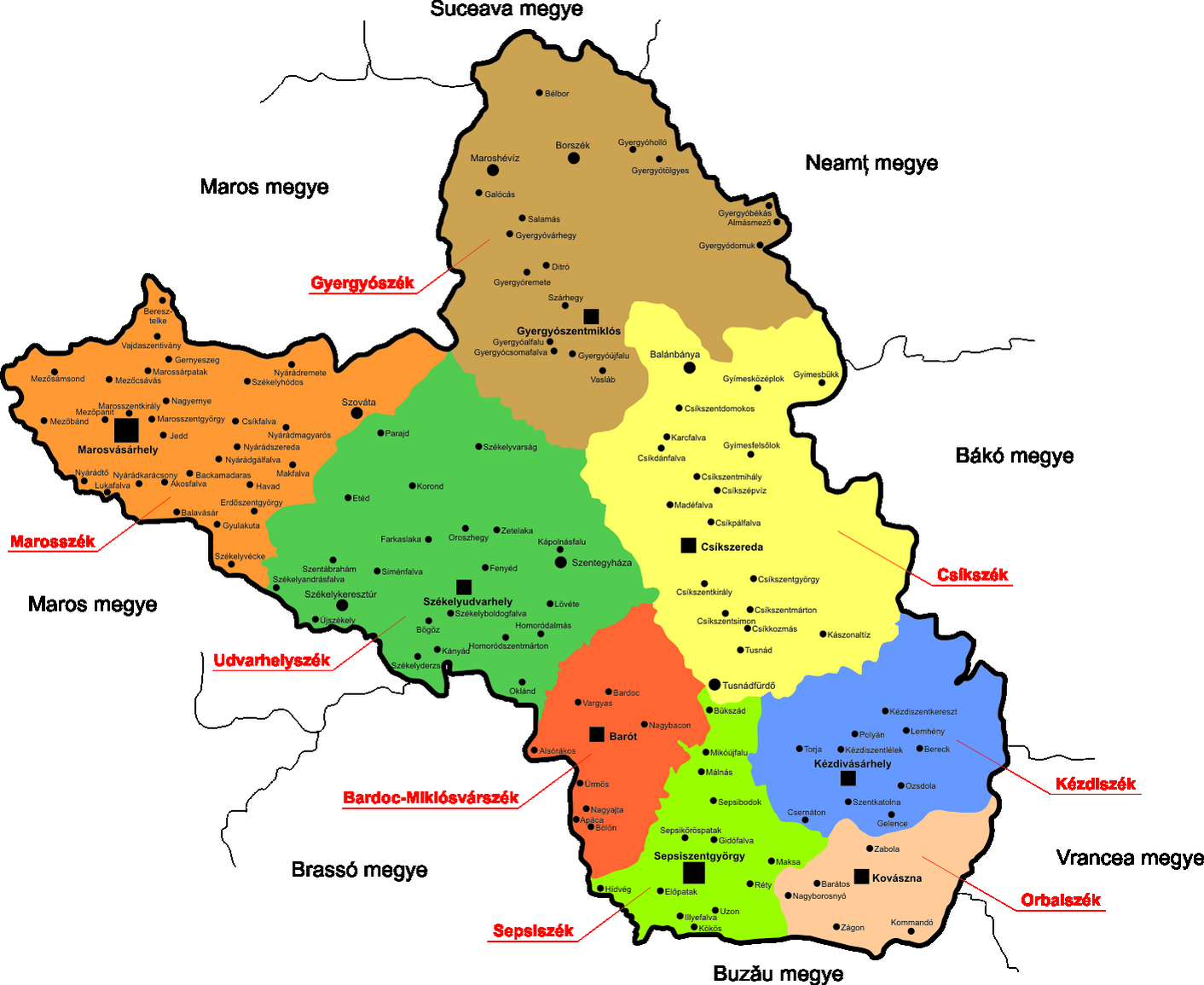
Udvarhelyszék (donkergroen) in het Szeklerland

In 2011 had de streek 117.555 inwoners. De samenstelling van de bevolking was als volgt: 112.853 etnische Hongaren (96,00%), 1785 etnische Roemenen (1,52%), 2863 Roma (2,44%) en 54 (0,04%) andere nationaliteiten.
Volgens de volkstelling van 2002 had de streek 121.586 inwoners.
De bevolkingssamenstelling was als volgt:
- Hongaren: 96,86 %
- Roemenen: 1,57 %
- Roma: 1,43 %
- Duitsers: 0,03 %
- Overigen 0,11 %

Qua religie was de samenstelling als volgt:
- Rooms-Katholiek: 49,78 %
- Hongaars Gereformeerd: 28,90 %
- Unitarisch: 18,05 %
- Roemeens Orthodox: 1,36 %